# Timișoara Pride Week
Timișoara Pride Week este primul festival dedicat comunității LGBTQ+ din Timișoara și al treilea din România după cele din București și Cluj-Napoca. Prima ediție a avut loc între 3 și 9 iunie 2019 și a fost organizată de Identity.Education (sub egida PRIDE TM) și eQuiVox, având ca parteneri Timișoara 2021, OSUT, FITT și UVT, Asociația ACCEPT, Asociația MozaiQ. Festivalul este finanțat de MozaiQ prin Fondul Comunitar și donații individuale.

## Ediții

### 2019
Prima ediție a festivalului a avut loc între 3 și 9 iunie 2019. Evenimentele PEIDE TM organizate de Identity.Education au inclus:
- Luni, 3 iunie, la Atelierul de Urbanism din Piața Victoriei, vernisajul expoziției “Perspective Fluide”, cu lucrări ale artiștilor queer tineri și ale aliaților din Timișoara.
- Marți, 4 iunie, la Casa Artelor, o conferință intitulată “Perspective legale”, în parteneriat cu Asociația ACCEPT și Asociația MozaiQ. La aceasta s-au adus în discuție situația drepturilor persoanelor LGBTQ+ și parteneriatul civil în România.
- Miercuri, 5 iunie, lansarea editurii Hecate la Cărturești Mercy.
- Miercuri, 5 iunie, la Teatrului German de Stat, un info bio show denumit “La Institutul Schimbării” de Paul Dunca și jucat de actorii Centrului Național de Dans București. “La Institutul Schimbării” are ca bază investigarea, documentarea și arhivarea unor povești personale, cu preponderență vizând comunitatea transgender românească.
- Joi, 6 iunie, la Ambasada, evenimentul „Storytelling ca instrument al schimbării”, în parteneriat cu Decât o Revista și Asociația ACCEPT, la care au vorbit Patrick Brăila ( activist trans, regizor de film, co-președinte ACCEPT), Yusuf Ramadan și Andre Rădulescu (fondatorx Identity.Education).[1]
- Vineri, 7 iunie, la Ambasada a avut loc un concert performativ despre viața gay (post) ilegală din România și despre istoria ei mută: “ Songs & Ballads from Gay Herstory”, susținut de duo-ul #Fluid. Seara a fost încheiată cu un party pe terasă.[4]

Identity.Education este partener Timișoara 2021 în dezvoltarea proiectelor pentru traseul „Perspective fluide”.
În paralel, eQuiVox a organizat un workshop, un picnic în Parcul „Regina Maria” și un party în Capcana. Universitatea de Vest a găzduit conferința „LGBTQ+ încotro? Perspective și retrospective”, care i-a avut ca speakeri pe Lucian Dunăreanu de la Asociația PRIDE România, Vlad Viski de la MozaiQ și Florin Buhuceanu de la Asociația ACCEPT.
Spre deosebire de festivalurile din București și Cluj-Napoca, Timișoara Pride Week nu a inclus și o paradă.

#### Reacții
Ionel Tuțac, președintele Comunității Bisericilor Creștine Baptiste din Timișoara, a contestat manifestarea și s-a declarat „consternat” de implicarea unor instituții publice de cultură și învățământ universitar în găzduirea unor evenimente din cadrul festivalului. O poziție similară a avut-o consilierul local Mihăiță Bojin, predicator la Biserica Baptistă Emanuel din Timișoara.
În timpul vernisajului de la Atelierul de Urbanism, un grup de preoți a stat afară și a început să se roage. De asemenea, pe geamul galeriei în care s-a desfășurat vernisajul, un necunoscut a desenat o cruce. Ulterior, graficianul Levente Benedek a transformat-o într-un steag-curcubeu. La conferința găzduită de Universitatea de Vest, un grup de bărbați purtând tricouri cu mesajul „Hristos a înviat” a încercat să intre în sală, dar a fost împiedicat de gardieni. Organizatorii festivalului au primit amenințări prin intermediul rețelelor de socializare.